# 第126歩兵連隊 (フランス軍)
第126歩兵連隊（だいひゃくにじゅうきゅうほへいれんたい、126e régiment d'infanterie：126e RI）は、コレーズ県Brive-la-Gaillardeに駐屯する、フランス陸軍の機械化歩兵連隊である。かつては第3機械化歩兵旅団の隷下にあったが、2016年6月16日をもって同旅団が解隊されたため、現在は第9海兵軽機甲旅団の隷下となっている。
兵種は歩兵、伝統的区分も歩兵である。

## 沿革
- 1795年：ニエーヴル志願兵第3大隊と第62歩兵連隊第2大隊が合併して、第126歩兵准旅団が編制される。
- 1796年：第99戦列歩兵准旅団に改編される。
- 1810年：第126戦列歩兵連隊に改編される。
- 1813年：第123戦列歩兵連隊に合併する。
- 1914年：第1次世界大戦。第326歩兵連隊として再編制される。
- 1916年：ヴェルダン会戦に参加。[1]
- 1944年：コレーズにおいて再編制される。
- 1947年：アルジェリアに移駐。冷戦の間は第15師団隷下にあった。[1]
- 1992年：ボスニア・ヘルツェゴビナに派遣。[2]
- 2001年：レバノン、コソボ及びコートジボワールに派遣。
- 2002年：アフガニスタンに派遣（～2006年まで）。
- 2006年：中央アフリカに派遣。
- 2013年：マリに派遣。

## 最新の部隊編成
- 連隊本部
- 本部管理中隊
- 第1中隊 - VAB
- 第2中隊 - VAB
- 第3中隊 - VAB
- 第4中隊 - VAB
- 偵察・支援中隊（1個偵察小隊、1個対戦車小隊、1個重迫撃砲小隊含む）
- 管理支援中隊（武器・車両・通信の整備など）
- 予備訓練中隊

### 定員
- 連隊の人員構成は、約1,100名からなる。
- 約260台の車両を装備する。

## 主要装備
- GIAT BM92-G1
- FA-MAS
- FR-F2
- AAT-F1
- AA-52
- 12.7mm重機関銃
- RTF1 120mm迫撃砲
- 81mm迫撃砲
- ERYX
- ミラン
- HOT
- VAB
- VAL
- P4
- TRM 2000
- TRM 10000
- GBC 180